# Airwallex
Airwallex — международная компания, занимающаяся финансовыми технологиями и предлагающая финансовые услуги и программное обеспечение как услугу (SaaS). Основана в 2015 году в Мельбурне, Австралия и в настоящее время базирующаяся в Сингапуре, компания представляет собой финансово-технологическую платформу, предоставляющую трансграничные платежи и финансовые услуги предприятиям через собственную банковскую сеть и ее API. Она также предоставляет такие услуги и продукты, как бизнес-счета, платежные карточки и расчет заработной платы, среди прочего. Это была третья в Австралии компания, ставшая технологическим единорогом. По состоянию на 2022 год компания, стоимость которой оценивается в 5,5 миллиарда долларов США, ежегодно обрабатывала транзакции на сумму 50 миллиардов долларов.

## История

### Основание и рост (2015—2018)
Компания Airwallex была создана в 2015 году в Мельбурне пятью соучредителями. В то время инженер-программист Джек Чжан и архитектор Макс Ли инвестировали в кофейню в Мельбурне и обнаружили, что трансграничные платежи за импорт являются дорогостоящими и отнимают много времени для небольшой компании. Чжан участвовал в разработке цифровых торговых платформ forex для Национального банка Австралии (NAB) и Australia and New Zealand Banking Group Limited (ANZ), и был вдохновлен идеей предоставления простых и дешевых услуг малому и среднему бизнесу. Чжан и Ли сотрудничали с Люси Лю и Сицзин Дай, коллегами-выпускниками Мельбурнского университета, а также с Ки-Лок Вонгом. Поскольку основатели инвестировали в общей сложности 1 миллион долларов в Чжан стал генеральным директором, Лю — президентом, Ли — руководителем отдела дизайна, Дай — техническим директором и Вонг — главным архитектором.
Платформа Airwallex была разработана для снижения расходов потребителей на обменные курсы и была запущена в закрытом бета-тестировании в 2015 году. Компания создала собственную сеть с банками, такими как Standard Chartered, DBS Bank и Промышленно-коммерческий банк Китая, для обработки местных транзакций. ANZ начала предоставлять транзакционные услуги Airwallex в 2017 году, используя платформу MasterCard Send и сервис Tencent WeRemit на базе Airwallex. В 2018 году Airwallex перенесла свою штаб-квартиру из Мельбурна в Гонконг и отклонила предложение Stripe о покупке за 1 миллиард долларов США. В июле 2018 года Airwallex завершил «второй по величине раунд сбора средств в истории австралийских стартапов», собрав 80 миллионов долларов.

### Международная экспансия (2019—2020)
После раунда финансирования в марте 2019 года, который привлек 100 миллионов долларов от таких инвесторов, как DST Global, Sequoia Capital China и Hillhouse Capital, [5] Airwallex достигла оценки в 1 миллиард долларов США и стала «самой быстрой компанией в Австралии, получившей статус единорога», а также третьим технологическим единорогом Австралии в целом. В феврале 2020 года пресса сообщила, что вместо того, чтобы сосредоточиться в основном на переводах forex, Airwallex стремится стать «необанком», подобным Salesforce, в частности «AWS финансовых услуг». В 2020 году NAB предоставляла Airwallex услуги по расчету заработной платы и арендной платы. NAB ранее отменила транзакционные банковские услуги для клиентов Airwallex в 2018 году. В 2021 году Гонконг разморозил средства на сумму 18,2 миллиона долларов и передал их Airwallex после того, как Высокий суд Гонконга отклонил подозрения согласно Указу полиции Гонконга об организованных и тяжких преступлениях, что двое бывших клиентов Airwallex использовал Airwallex для отмывания денег.

### Современное состояние
В мае 2021 года Airwallex получила лицензию в Нидерландах, что дало им доступ на европейский рынок. Airwallex начала свою деятельность в США в августе и получила лицензию в Малайзии в сентябре 2021 года. В ноябре 2021 года Airwallex привлекла дополнительно 100 миллионов долларов США, достигнув новой оценки в 5,5 миллиарда долларов и доведя общий объем привлеченных средств с 2015 года до 802 миллионов долларов. В конце 2021 года в компании работало 1000 сотрудников в 19 филиалах. В 2021 году компания обработала 20 миллиардов долларов в годовом исчислении, а к 2022 году этот показатель увеличился до 50 миллиардов долларов в годовом исчислении. Airwallex выпустила дебетовую карту с Visa в Гонконге в 2021 году с последующим выпуском в США в 2022 году. Airwallex был также запущен в Сингапуре в начале 2022 года. В октябре 2022 года Airwallex привлекла еще 100 миллионов долларов США в рамках раунда финансирования серии E, подтвердив свою оценочную стоимость в 5,5 миллиарда долларов США. CRN оценила его в 5,6 миллиарда долларов США в октябре 2022 года.
В марте 2023 года Airwallex получила лицензию на проведение платежей в Китае от третьей стороны, приобретя компанию Guangzhou Shangwutong Network Technology, и стала второй иностранной компанией, получившей такую лицензию после PayPal. По состоянию на август 2023 года ключевыми рынками были Сингапур, Малайзия, Австралия, Великобритания, США, Европейский союз и Гонконг. Также в 2023 году Airwallex вышла на рынки Израиля и Канады. В октябре 2023 года Airwallex приобрела мексиканскую платёжную компанию MexPago. Сделка была заключена, чтобы помочь компании расширить своё присутствие в Латинской Америке. В настоящее время компания базируется в Сингапуре Airwallex имеет в общей сложности 20 филиалов, а совсем недавно в ней работало 1400 сотрудников.
В 2024 году Airwallex достигла годового дохода в размере 500 миллионов долларов и готовится к первичному размещению акций в 2026 году. Компания разрабатывает инструменты на основе ИИ для сокращения расходов.
По мнению российских аналитиков компания может стать вскоре одной из альтернатив системе SWIFT

## Продукты и услуги
Airwallex заявляет, что его финансовая платформа для бизнеса имеет функции, связанные с платежами, казначейством, управлением расходами и встроенными финансами.
Airwallex использует собственную банковскую сеть для обработки локальных транзакций с помощью машинного обучения в своих продуктах SaaS, которые позволяют клиентам отправлять деньги через местные и международные клиринговые сети" примерно в 130 странах. Помимо форекс-услуг, другие услуги включают принятие онлайн-платежей, банковские счета, бесконтактные карты и набор интерфейсов прикладного программирования (API).
По данным компании, по состоянию на 2023 год ее программной инфраструктурой пользуются 100 000 предприятий, включая такие бренды, как Navan, Qantas, SHEIN, HubSpot, GOAT, Saturday Club и Brex. Среди других в Австралии и Новой Зеландии были короли культуры, Коган, Freelancer.com и Камилла, в то время как израильские фирмы включают PAPAYA Global и OurCrowd.